# 50 mètres papillon masculin aux championnats du monde de natation 2023
Cet article traite de l'épreuve masculine. Pour la compétition féminine, voir 50 mètres papillon féminin aux championnats du monde de natation 2023.
Le 50 mètres papillon masculin est une épreuve de natation sportive des championnats du monde de natation 2023. Elle a lieu les 23 et 24 juillet 2023 à Fukuoka au Japon.

## Records
Avant cette compétition, les records dans cette discipline étaient :
| Record du monde       | 22 s 27 | Andriy Hovorov | 1er juillet 2018 | Rome, Italie          |
| Record du championnat | 22 s 35 | Caeleb Dressel | 22 juillet 2019  | Gwangju, Corée du Sud |

## Résultats détaillés
Les 16 meilleurs temps se qualifient pour les demi-finales (Q), puis les 8 meilleurs demi-finalistes passent en finale (F).

### Séries
| Rang | Série | Ligne | Nageur                          | Pays | Temps       | Commentaire              |
| ---- | ----- | ----- | ------------------------------- | --- | ----------- | ------------------------ |
| 1    | 8     | 5     | Maxime Grousset                 | France | 22 s 74     | Q, Record national       |
| 2    | 9     | 5     | Jacob Peters                    | Royaume-Uni | 22 s 85     | Q                        |
| 3    | 8     | 4     | Dylan Carter                    | Trinité-et-Tobago | 22 s 89     | Q                        |
| 4    | 8     | 8     | Abdelrahman Sameh               | Égypte | 23 s 10     | Q, Record national       |
| 5    | 10    | 6     | Noè Ponti                       | Suisse | 23 s 13     | Q                        |
| 6    | 9     | 3     | Diogo Ribeiro                   | Portugal | 23 s 14     | Q                        |
| 6    | 9     | 4     | Thomas Ceccon                   | Italie | 23 s 14     | Q                        |
| 8    | 10    | 5     | Nyls Korstanje                  | Pays-Bas | 23 s 19     | Q                        |
| 9    | 9     | 0     | Ilya Kharun                     | Canada | 23 s 27     | Q, Record national égalé |
| 9    | 9     | 2     | Dare Rose                       | États-Unis | 23 s 27     | Q                        |
| 9    | 10    | 3     | Szebasztián Szabó               | Hongrie | 23 s 27     | Q                        |
| 9    | 10    | 4     | Benjamin Proud                  | Royaume-Uni | 23 s 27     | Q                        |
| 13   | 8     | 6     | Simon Bucher                    | Autriche | 23 s 32     | Q                        |
| 14   | 7     | 7     | Mario Molla Yanes               | Espagne | 23 s 34     | Q                        |
| 15   | 8     | 7     | Joshua Liendo                   | Canada | 23 s 36     | Q                        |
| 16   | 10    | 7     | Josif Miladinov                 | Bulgarie | 23 s 36     | Q                        |
| 17   | 7     | 1     | Stérgios-Mários Bílas           | Grèce | 23 s 39     |                          |
| 18   | 9     | 6     | Cameron McEvoy                  | Australie | 23 s 40     |                          |
| 18   | 10    | 9     | Meiron Cheruti                  | Israël | 23 s 40     |                          |
| 20   | 7     | 2     | Nicholas Lia                    | Norvège | 23 s 43     |                          |
| 21   | 8     | 2     | Andriy Hovorov                  | Ukraine | 23 s 44     |                          |
| 22   | 7     | 5     | Tomer Frankel                   | Israël | 23 s 48     |                          |
| 23   | 6     | 1     | Baek In-chul                    | Corée du Sud | 23 s 50     | Record national égalé    |
| 24   | 8     | 0     | Adilbek Mussin                  | Kazakhstan | 23 s 55     |                          |
| 25   | 10    | 1     | Cameron Gray                    | Nouvelle-Zélande | 23 s 57     |                          |
| 26   | 8     | 9     | Shaun Champion                  | Australie | 23 s 60     |                          |
| 27   | 6     | 3     | Mikel Schreuders                | Aruba | 23 s 65     | Record national          |
| 27   | 7     | 0     | Julien Henx                     | Luxembourg | 23 s 65     |                          |
| 29   | 10    | 8     | Shaine Casas                    | États-Unis | 23 s 69     |                          |
| 30   | 9     | 8     | Daniel Zaitsev                  | Estonie | 23 s 73     |                          |
| 30   | 9     | 9     | Mikkel Lee                      | Singapour | 23 s 73     |                          |
| 32   | 7     | 3     | Oskar Hoff                      | Suède | 23 s 74     |                          |
| 33   | 7     | 9     | Tibor Tistan                    | Slovaquie | 23 s 75     |                          |
| 33   | 8     | 1     | Naoki Mizunuma                  | Japon | 23 s 75     |                          |
| 35   | 10    | 0     | Chen Juner                      | Chine | 23 s 79     |                          |
| 35   | 10    | 2     | Takeshi Kawamoto                | Japon | 23 s 79     |                          |
| 37   | 9     | 7     | Wang Changhao                   | Chine | 23 s 83     |                          |
| 38   | 6     | 4     | Adrian Jaskiewicz               | Pologne | 23 s 84     |                          |
| 39   | 6     | 6     | Kayky Marquart Mota             | Brésil | 23 s 85     |                          |
| 40   | 5     | 6     | Lamar Taylor                    | Bahamas | 23 s 91     |                          |
| 41   | 8     | 3     | Teong Tzen Wei                  | Singapour | 23 s 92     |                          |
| 42   | 7     | 6     | Miguel Nascimento               | Portugal | 23 s 95     |                          |
| 43   | 7     | 4     | Daniel Gracík                   | Tchéquie | 23 s 96     |                          |
| 44   | 6     | 5     | Roland Mark Schoeman            | Afrique du Sud | 24 s 02     |                          |
| 45   | 6     | 7     | Jorge Iga Cesar                 | Mexique | 24 s 05     |                          |
| 46   | 6     | 2     | Jarod Hatch                     | SMFWorld Aquatics : Suspended Member Federation (Membre d'une fédération suspendue) Membre d'une fédération suspendue | 24 s 07     |                          |
| 47   | 9     | 1     | Piero Codia                     | Italie | 24 s 13     |                          |
| 48   | 6     | 9     | Abeiku Jackson                  | Ghana | 24 s 14     |                          |
| 49   | 6     | 0     | Ian Ho                          | Hong Kong | 24 s 20     |                          |
| 50   | 7     | 8     | Waleed Abdulrazzaq              | Koweït | 24 s 30     |                          |
| 51   | 5     | 3     | Ben Hockin                      | Paraguay | 24 s 34     |                          |
| 52   | 5     | 1     | Guido Buscaglia                 | Argentine | 24 s 47     |                          |
| 53   | 5     | 8     | Bryan Leong                     | Malaisie | 24 s 54     |                          |
| 54   | 5     | 2     | Lương Jeremie Loic Nino         | Vietnam | 24 s 56     |                          |
| 55   | 5     | 0     | Matthew Lawrencee               | Mozambique | 24 s 70     |                          |
| 56   | 5     | 5     | Emre Sakçı                      | Turquie | 24 s 72     |                          |
| 57   | 5     | 9     | Sajan Prakash                   | Inde | 24 s 93     |                          |
| 58   | 5     | 7     | Joe Kurniawan                   | Indonésie | 25 s 05     |                          |
| 59   | 5     | 4     | Emil Jose Perez Avila           | Venezuela | 25 s 22     |                          |
| 60   | 4     | 2     | Adriel Sanes                    | Îles Vierges des États-Unis                                                                                           | 25 s 28     |                          |
| 61   | 4     | 4     | Salvador Gordo                  | Angola | 25 s 48     |                          |
| 62   | 2     | 5     | Alex Joachim                    | Saint-Vincent-et-les-Grenadines                                                                                       | 25 s 58     | Record national          |
| 62   | 4     | 1     | Kokoro Frost                    | Samoa | 25 s 58     | Record national          |
| 64   | 4     | 5     | Mohamad Eyad Masoud             | ARTWorld Aquatics : Athlete Refugee Team (Équipe des athlètes réfugiés) Équipe des athlètes réfugiés                  | 25 s 73     |                          |
| 65   | 4     | 6     | Finau Ohuafi                    | Tonga | 25 s 85     |                          |
| 66   | 4     | 7     | Diego Aranda                    | Uruguay | 25 s 87     |                          |
| 67   | 4     | 8     | Salem Sabt                      | Émirats arabes unis                                                                                                   | 25 s 95     |                          |
| 68   | 4     | 3     | Jeno Heyns                      | Suriname | 26 s 21     |                          |
| 69   | 2     | 6     | Damien Shamambo                 | Zambie | 26 s 46     |                          |
| 70   | 3     | 3     | Adnan Kabuye                    | Ouganda | 26 s 54     |                          |
| 71   | 4     | 9     | Montross Phansovannarun         | Cambodge | 26 s 95     |                          |
| 72   | 3     | 4     | Fakhriddin Madkamov             | Tadjikistan | 27 s 10     |                          |
| 73   | 3     | 5     | Nathaniel Noka                  | Papouasie-Nouvelle-Guinée                                                                                             | 27 s 46     |                          |
| 74   | 1     | 5     | Hilal Hilal                     | Tanzanie | 27 s 68     |                          |
| 75   | 4     | 0     | Alassane Seydou                 | Niger | 27 s 91     |                          |
| 76   | 3     | 1     | Fodé Amara Camara               | Guinée | 28 s 42     | Record national          |
| 77   | 3     | 6     | Souleymane Napare               | Burkina Faso | 28 s 49     |                          |
| 78   | 2     | 3     | Ailton Lima                     | Cap-Vert | 28 s 66     |                          |
| 79   | 2     | 2     | Nicky Irakoze                   | Burundi | 28 s 94     |                          |
| 80   | 3     | 2     | Houmed Houssein Barkat          | Djibouti | 29 s 02     |                          |
| 81   | 2     | 1     | Slava Sihanouvong               | Laos | 29 s 13     |                          |
| 82   | 2     | 7     | Pap Jonga                       | Gambie | 29 s 78     |                          |
| 83   | 3     | 8     | Tilahun Malede                  | Éthiopie | 29 s 80     |                          |
| 84   | 1     | 4     | Giorgio Nguichie Kamseu Kamogne | Cameroun | 29 s 93     | Record national          |
| 85   | 2     | 8     | Aseel Khousrof                  | Yémen | 29 s 99     |                          |
| 86   | 3     | 7     | Joshua Wyse                     | Sierra Leone | 30 s 08     |                          |
| 87   | 3     | 0     | Muhammad Ali Moosa              | Malawi | 31 s 57     |                          |
| 88   | 3     | 9     | Magnim Jordano Daou             | Togo | 32 s 22     |                          |
| 89   | 2     | 4     | Refiloe Chopho                  | Lesotho | 34 s 21     | Record national          |
| -    | 1     | 3     | David Young                     | Fidji | Disqualifié | Disqualifié              |
| -    | 2     | 0     | Mohammed Qatat                  | Libye | Disqualifié | Disqualifié              |
| -    | 6     | 8     | Jaouad Syoud                    | Algérie | Forfait     | Forfait                  |

### Demi-finales
| Rang | Série | Ligne | Nageur            | Pays              | Temps   | Commentaire               |
| ---- | ----- | ----- | ----------------- | ----------------- | ------- | ------------------------- |
| 1    | 2     | 4     | Maxime Grousset   | France            | 22 s 72 | F, Record national        |
| 2    | 1     | 2     | Dare Rose         | États-Unis        | 22 s 79 | F                         |
| 3    | 1     | 4     | Jacob Peters      | Grande-Bretagne   | 22 s 92 | F                         |
| 3    | 2     | 6     | Thomas Ceccon     | Italie            | 22 s 92 | F                         |
| 5    | 1     | 5     | Abdelrahman Sameh | Égypte            | 22 s 94 | F, Record national        |
| 6    | 1     | 7     | Benjamin Proud    | Grande-Bretagne   | 22 s 96 | F                         |
| 7    | 1     | 3     | Diogo Ribeiro     | Portugal          | 23 s 04 | F                         |
| 8    | 2     | 1     | Simon Bucher      | Autriche          | 23 s 05 | Swim-off, Record national |
| 8    | 2     | 5     | Dylan Carter      | Trinité-et-Tobago | 23 s 05 | Swim-off                  |
| 10   | 1     | 1     | Mario Molla Yanes | Espagne           | 23 s 16 |                           |
| 10   | 2     | 7     | Szebasztián Szabó | Hongrie           | 23 s 16 |                           |
| 12   | 1     | 6     | Nyls Korstanje    | Pays-Bas          | 23 s 23 |                           |
| 13   | 2     | 3     | Noè Ponti         | Suisse            | 23 s 26 |                           |
| 14   | 2     | 2     | Ilya Kharun       | Canada            | 23 s 27 | Record national égalé     |
| 15   | 2     | 8     | Joshua Liendo     | Canada            | 23 s 33 |                           |
| 16   | 1     | 8     | Josif Miladinov   | Bulgarie          | 23 s 40 |                           |

### Swim-off
| Rang | Ligne | Nageur       | Pays              | Temps   | Commentaire |
| ---- | ----- | ------------ | ----------------- | ------- | ----------- |
| 1    | 4     | Simon Bucher | Autriche          | 23 s 10 | F           |
| 2    | 5     | Dylan Carter | Trinité-et-Tobago | 23 s 26 |             |

### Finale
| Rang               | Ligne | Nageur            | Pays            | Temps    | Commentaire     |
| ------------------ | ----- | ----------------- | --------------- | -------- | --------------- |
| Médaille d'or      | 6     | Thomas Ceccon     | Italie          | 22 s 68  | Record national |
| Médaille d'argent  | 1     | Diogo Ribeiro     | Portugal        | 22 s 80  |                 |
| Médaille de bronze | 4     | Maxime Grousset   | France          | 22 s 82  |                 |
| 4                  | 3     | Jacob Peters      | Grande-Bretagne | 22 s 84  |                 |
| 5                  | 7     | Benjamin Proud    | Grande-Bretagne | 22 s 981 |                 |
| 6                  | 5     | Dare Rose         | États-Unis      | 23 s 01  |                 |
| 7                  | 8     | Simon Bucher      | Autriche        | 23 s 26  |                 |
| 8                  | 2     | Abdelrahman Sameh | Égypte          | 23 s 34  |                 |